# Muonio

Átomo de Muonio

El muonio es un átomo exótico formado por un antimuón (la antipartícula del muon, cargada positivamente) y un electrón, cuyo símbolo es Mu o μ+e-. Durante la vida media típica del muon, de 2 μs, puede formar compuestos como el cloruro de muonio (MuCl) o el muoniuro sódico (NaMu).
Debido a la diferencia de masa entre el antimuón y el electrón, el muonio se parece más al hidrógeno que el positronio. Su radio de Bohr y su energía de ionización difiere en un 0,5% de la del hidrógeno, deuterio y tritio.
Los químicos físicos consideran al muonio como un isótopo del hidrógeno, y consideran su uso en una forma modificada de espectroscopia de resonancia de espín electrónico, para analizar las transformaciones químicas y la estructura de compuestos nuevos o de propiedades electrónicas potencialmente valiosas (esta forma de resonancia de espín electrónico se denomina resonancia de espín muónico o μSR). Existen variantes de la resonancia de espín muónico, por ejemplo rotación de espín muónico, la cual usa un campo magnético aplicado de forma transversal a la dirección del haz de muones, y la llamada Resonancia de Niveles Cruzados. Esta última emplea un campo magnético aplicado longitudinalmente sobre el haz muónico, y monitoriza la relajación del espín muónico causada por las oscilaciones magnéticas del muonio sobre otros átomos magnéticos. Un autor ha considerado al muonio como el segundo radioisótopo del hidrógeno, tras el tritio.
Debido a que el muon es un leptón, los niveles de energía atómica del muonio se pueden calcular con gran precisión a partir de la electrodinámica cuántica (QED, por sus siglas en inglés), a diferencia del caso del hidrógeno, donde la precisión está limitada por las incertidumbres relacionadas con la estructura interna del protón. Por esta razón, el muonio es un sistema ideal para estudiar la QED en estado ligado y también para buscar física más allá del modelo estándar.
Además, el átomo se utilizó para una prueba precisa de la conservación del número de leptones cargados; uno de los grandes acertijos sin resolver de la física moderna. La hipotética descomposición espontánea del muonio en su antimionio anti-átomo fue discutida por primera vez por Bruno Pontecorvo y teóricamente investigada en detalle por Gerald Feinberg y Steven Weinbergen 1961. El Instituto suizo Paul Scherrer (PSI) buscó transiciones espontáneas del átomo muonio a su antimionio antátomo. Se encontró un límite superior para la fuerza de acoplamiento {\displaystyle G_{M{\bar {M}}}} del proceso de conversión (aún hipotético): {\displaystyle G_{M{\overline {M}}}<3\cdot 10^{-3}G_{F}}, donde {\displaystyle G_{F}} es la constante de acoplamiento de Fermi de la interacción débil. Esto significaba que podía descartarse un gran número de teorías especulativas más allá del modelo estándar. Se están preparando experimentos mejorados. Otra aplicación del átomo fue una prueba extremadamente precisa de simetría CPT e invariancia de Lorentz.
El átomo de muonio también se utiliza en el estudio de la materia condensada. Aquí a menudo se lo ve como un isótopo ligero de hidrógeno, con el que, entre otras cosas, tener las propiedades de difusión del hidrógeno en los materiales y las propiedades magnéticas de los materiales investigados. Con él también se puede estudiar la dinámica de los procesos químicos.
El átomo de muonio es fundamentalmente diferente de los átomos muónicos, en los que un electrón es reemplazado por un muon negativo.